# Süddeutsche Fußballmeisterschaft 1917/18
Die süddeutsche Fußballmeisterschaft 1917/18 des Süddeutschen Fußball-Verbandes gewann der 1. FC Nürnberg durch zwei Siege in den Finalspielen gegen den FC Union Stuttgart. Dies war der zweite Gewinn der süddeutschen Fußballmeisterschaft für die Nürnberger. Eine Teilnahme an der deutschen Fußballmeisterschaft blieb ihnen jedoch verwehrt, da diese aufgrund des Ersten Weltkriegs nicht ausgetragen wurde. In der darauf folgenden Saison wurde kriegsbedingt auch keine süddeutsche Meisterschaft ausgetragen.

## Modus und Übersicht
Wie in den Vorjahren wurde in vier regionalen Bezirken Bezirksmeister ermittelt, die in einer Endrunde im K.-o.-System den süddeutschen Fußballmeister ausspielten.
| Kreis     | Kreismeister                     |
| --------- | -------------------------------- |
| Nordkreis | Frankfurter FV Amicitia und 1902 |
| Ostkreis  | 1. FC Nürnberg                   |
| Südkreis  | FC Union Stuttgart               |
| Westkreis | Phönix Mannheim                  |

## Nordkreis
Im Nordkreis wurde im Rundenturnier mit drei Teilnehmern der Sieger ausgespielt. Ob es zuvor regionale Qualifikationsspiele für diese Nordkreisrunde gegeben hat, ist nicht überliefert. Im Südmaingau ist jedoch eine Herbstrunde überliefert, die der Frankfurter FV gewann, und eine Frühlingsrunde, die der FSV Frankfurt gewann, überliefert. Da der Meister schon feststand, wurde das Spiel von Viktoria Hanau gegen den FSV Frankfurt nicht mehr ausgetragen.
| Pl. | Verein                           | Sp. | S | U | N | Tore    | Quote | Punkte |
| --- | -------------------------------- | --- | - | - | - | ------- | ----- | ------ |
| 1.  | Frankfurter FV Amicitia und 1902 | 4   | 3 | 1 | 0 | 009:400 | 2,25  | 07:10  |
| 2.  | Kickers Offenbach                | 3   | 1 | 1 | 1 | 012:400 | 3,00  | 03:30  |
| 3.  | Frankfurter FV                   | 3   | 0 | 0 | 3 | 002:150 | 0,13  | 0:60   |

## Ostkreis
Im Ostkreis wurde im K.-o.-System mit vier Teilnehmern der Sieger ausgespielt. Ob es zuvor regionale Qualifikationsspiele für diese Ostkreisrunde gegeben hat, ist nicht überliefert. Im Bezirk Mittelfranken ist jedoch eine Herbstrunde überliefert, die der 1. FC Nürnberg gewann, und eine Frühlingsrunde, die die SpVgg Fürth gewann. Die Halbfinalspiele wurden am 27. Januar 1918 und 3. Februar 1918 ausgetragen. Die beiden Finalpartien zwischen dem 1. FC Nürnberg und der F.A. Bayern im Münchener SC fanden am 10. Februar 1918 und 17. Februar 1918 statt. Das notwendig gewordene Entscheidungsspiel entschied der 1. FC Nürnberg am 24. Februar 1918 an der Marbachstraße mit 3:0 für sich.
Halbfinale:
|                             | Gesamt |               | Hinspiel | Rückspiel |
| --------------------------- | ------ | ------------- | -------- | --------- |
| F.A. Bayern im Münchener SC | 9:3    | TV Oberhausen | 5:2      | 4:1       |
| 1. FC Nürnberg              | 36:00  | TV Regensburg | 19:00    | 17:00     |

Finale:
|                             | Gesamt |                | Hinspiel | Rückspiel | 3. Spiel |
| --------------------------- | ------ | -------------- | -------- | --------- | -------- |
| F.A. Bayern im Münchener SC | 4:6    | 1. FC Nürnberg | 4:2      | 0:1       | 0:3      |

## Südkreis
Im Südkreis wurde im K.-o.-System mit vier Teilnehmern der Sieger ausgespielt. Ob es zuvor regionale Qualifikationsspiele für diese Südkreisrunde gegeben hat, ist nicht überliefert.
Halbfinale:
|                      | Gesamt  |                    | Hinspiel | Rückspiel |
| -------------------- | ------- | ------------------ | -------- | --------- |
| FC Union Stuttgart   | 11:20   | SV 1908 Gablenberg | 6:1      | 5:1       |
| Karlsruher FC Phönix | a -:- a | Straßburger FV     | -:-      | -:-       |

Finale:
|                      | Gesamt |                    | Hinspiel | Rückspiel |
| -------------------- | ------ | ------------------ | -------- | --------- |
| Karlsruher FC Phönix | 0:3    | FC Union Stuttgart | 0:1      | 0:2       |

## Westkreis
Im Westkreis wurde im Rundenturnier mit drei Teilnehmern der Sieger ausgespielt. Ob es zuvor regionale Qualifikationsspiele für diese Westkreisrunde gegeben hat, ist nur teilweise überliefert. Phönix Mannheim gewann die Gruppe Mannheim und qualifizierte sich somit für die Westkreisendrunde. Tabellenstände aus den anderen Gruppen sind nicht überliefert. Da der Meister schon feststand, wurde das Spiel von Alemannia Worms gegen Ludwigshafen nicht mehr ausgetragen.
| Pl. | Verein               | Sp. | S | U | N | Tore    | Quote | Punkte |
| --- | -------------------- | --- | - | - | - | ------- | ----- | ------ |
| 1.  | Phönix Mannheim      | 4   | 3 | 1 | 0 | 010:200 | 5,00  | 07:10  |
| 2.  | Alemannia Worms      | 3   | 1 | 1 | 1 | 003:500 | 0,60  | 03:30  |
| 3.  | Ludwigshafener FG 03 | 3   | 0 | 0 | 3 | 000:600 | 0,00  | 0:60   |

## Endrunde um die süddeutsche Meisterschaft
In der Endrunde trafen die vier Sieger der Bezirke in Hin- und Rückspiel aufeinander. Die Halbfinale fanden am 17. März 1918 (Hinspiel) und am 24. März 1918 (Rückspiel) statt. Das Finale fand hingegen erst im August 1918 statt.
Halbfinale:
|                                                     | Gesamt |                                      | Hinspiel | Rückspiel |
| --------------------------------------------------- | ------ | ------------------------------------ | -------- | --------- |
| Frankfurter FV Amicitia und 1902 (Sieger Nordkreis) | 02:14  | 1. FC Nürnberg (Sieger Ostkreis)     | 1:6      | 1:8       |
| Phönix Mannheim (Sieger Westkreis)                  | 2:5    | FC Union Stuttgart (Sieger Südkreis) | 2:2      | 0:3       |

Finale:
|                    | Gesamt |                | Hinspiel | Rückspiel |
| ------------------ | ------ | -------------- | -------- | --------- |
| FC Union Stuttgart | 4:9    | 1. FC Nürnberg | 2:3      | 2:6       |